# Konopište
Konopište (makedonska: Конопиште) är en ort i Nordmakedonien. Den ligger i kommunen Kavadarci, i den sydöstra delen av landet, 100 kilometer sydost om huvudstaden Skopje. Konopište ligger 695 meter över havet och antalet invånare är 327.